# Expertise automobile
 (octobre 2011).
L'expertise automobile est une discipline technique née en France dans les années 1930 pour aider les assureurs à déterminer l'imputation (relation entre le sinistre déclaré et les dommages relevés), les causes (nature de la partie adverse, cause interne, etc.) et le coût de la réparation des sinistres.
Cette discipline s'est professionnalisée dans les années 1960 avec l'obligation d'assurance qui est faite aux propriétaires de véhicules terrestres à moteur. Les professions d'assureur et d'expert en automobile ont alors connu un développement à très fort taux de croissance, qui trouve son apogée à la fin des années 1980. 

## Histoire
En 1972 est créé le premier Brevet d'expert en automobile.
À la fin des années 1980, le brevet est remplacé par un diplôme. La croissance du parc automobile devient alors plus faible et la sinistralité se met à baisser, sous l'effet conjugué de l'amélioration des véhicules et du réseau routier, la prise de conscience collective de « l'insécurité routière comme fléau national » et enfin, la répression des infractions.
L'expert en automobile développe alors de nouvelles activités, tournées vers la sécurité (procédures VGA puis VEI et enfin, à compter du 1er janvier 2009, VE, pour Véhicule Endommagé) l'audit de parcs (évaluation de dommages en retour de location) et l'analyse des causes de défaillances.

## Formation
Il faut aujourd'hui un BTS (brevet de technicien supérieur) de la spécialité (AVA ou MCI) puis une année d'expérience professionnelle dans la réparation automobile (qui peut être remplacée par une formation d'une année post-BTS) pour pouvoir être admis à la qualité d'expert Automobile en formation. L'expert Automobile en formation réalise des tâches d'expertise pouvant aller jusqu'à la rédaction d'un rapport mais toujours sous la responsabilité d'un expert diplômé, qui joue le rôle de Maître de Stage, signe les rapports et prend la responsabilité du travail réalisé. Après un minimum de 24 mois de stage en cabinet d'Expertise, l'expert en en formation est autorisé à passer la dernière partie de son diplôme, axée sur les disciplines techniques (droit, expertise, contrôle technique). S'il obtient les notes suffisantes, l'expert en formation devient Expert en Automobile et s'inscrit sur « La Liste Nationale des Experts en Automobile ». Cette liste est tenue et mise à jour par le ministère des Transports.

## Domaine de compétences
L'expert en automobile a aujourd'hui autorité pour intervenir sur :
- Les véhicules particuliers,
- Les véhicules de collection,
- Les matériels agricoles,
- Les cycles et motocycles,
- Les ensembles routiers lourds,
- Les matériels de chantier ou de travaux spécialisés,
- Les camping-cars.

L'expert en automobile est un technicien qui réalise à la demande :
- L'estimation des dommages subis à la suite d'un sinistre, d'une utilisation inappropriée, ou d'une location,
- Le suivi des travaux sur un véhicule endommagé ([V.E]),
- Le suivi des travaux sur un véhicule où les réparations sont supérieures à sa valeur (V.E.I.),
- La détermination de la valeur d'un véhicule (voiture de collection ou véhicule spécifique),
- L'assistance technique à la suite d'une réparation ou d'un achat,
- La recherche de tout vice caché,
- L'analyse de rupture mécanique,
- L'accidentologie et la détermination des positions et des vitesses des mobiles dans une collision.
- L'audit du parc d'une collectivité locale, d'un constructeur, d'un loueur ou d'une entreprise de transport ou de service.

## Profession à l'étranger

### Au Québec
En fonction de l'article 171 de la Loi sur l’assurance automobile, l'accès au métier d'estimateur en dommages automobiles relève de la compétence du Groupement des assureurs automobiles (GAA).